# Георгиева, София Георгиевна
Софи́я Гео́ргиевна Гео́ргиева (род. 4 ноября 1958, Москва) — российский биолог, вирусолог, академик РАН (2022), с 2021 года исполняет обязанности директора в Институте молекулярной биологии имени В. А. Энгельгардта РАН.

## Биография
Родилась 4 ноября 1958 года.
В 1981 году окончила биологический факультет МГУ. Защитила кандидатскую диссертацию «Характеристика жокея — мобильного элемента дрозофилы, относящегося к группе LINE» (1991).
Доктор биологических наук (2002, степень присвоена на основе научного доклада по теме: «Механизмы взаимодействия энхансеров и промоторов»).
2 июня 2022 года избрана академиком РАН по Отделению биологических наук.
Заведующая лабораторией транскрипционных факторов эукариот Института биологии гена РАН.

## Научная деятельность
Специалист в исследованиях регуляции экспрессии генов у высших эукариот.
Автор 119 научных работ, из них 2 патентов.
Область научных интересов: физико-химическая биология, вирусология.
Основные научные результаты:
- исследованы ранее не изученные факторы регуляции экспрессии генов, в частности, открытые автором эволюционно консервативные, многофункциональные белки, ENY2 и SAYP/PHF10, которые играют ключевую роль в контроле различных стадий работы многих генов, например, ENY2 участвует в инициации и элонгации транскрипции и в экспорте мРНК;
- исследован новый комплекс экспорта мРНК, TREX-2/АМЕХ высших эукариот, содержащий белок ENY2, который связывает активацию транскрипции и экспорт мРНК из ядра;
- решён вопрос о механизме инициации транскрипции через образование супер-комплекса, объединяющего ремоделирующий хроматин комплекс SWI/SNF (открывает промотор), основной преинициаторный комплекс РНК полимеразы II, TFIID, и привлекающий их к промотору рецептор STAT или DHR3, которые связывает между собой открытый автором фактор транскрипции SAYP;
- решён вопрос о роли репликативного комплекса ORC, показано, что он выполняет вторую важную функцию — регуляцию экспорта мРНК из ядра в составе супер-комплекса ORC-TREX-2;
- решён вопрос о механизме контролируемого торможения РНК полимеразы II путём образования нуклеосомного барьера при участии комплекса SWI/SNF и, в частности, белка SAYP;
- решён вопрос о роли регулятора транскрипции Oct-1 в стимуляции прогрессии опухолей.

Действительный член Европейской академии наук, член редколлегии журнала «Молекулярная биология».

## Семья
- Отец Г. П. Георгиев (род. 1933) — советский и российский учёный-биохимик и молекулярный биолог. Академик РАН, АН СССР. Основатель и директор Института биологии гена РАН.
- Брат П. Г. Георгиев (род. 1965) — российский биолог, академик РАН, доктор биологических наук. Специалист в области молекулярной биологии и молекулярной генетики эукариот.

## Награды
- Премия имени Н. К. Кольцова (совместно с А. Н. Красновым, А. Г. Степченко, за 2012 год) — за цикл работ «Изучение механизмов регуляции экспрессии генов»